# Marcus Backmann
Marcus Backmann (født 5. januar 1998) er en tidligere dansk fodboldspiller. 

## Ungdom
Marcus Backmann begyndte sin karriere i Lyngby BK.